# Zinli
Le Zinli, autrefois appelé Avi zinli, est à la fois un rythme et une musique traditionnelle béninoise.

## Histoire
Le Prince Gbeyin, roi du Danhomey, encore connu sous le nom de Glèle (1858-1889) crée le zinli à l'occasion des funérailles de l'un des amis de son père, le roi Guezo (1818-1858). 
C'est un rythme funéraire qui a maintenu une notoriété funèbre avant de s’enregistrer dans le registre des musiques populaires grâce à l'artiste Alèpkéhanhou .

## Description
Le Zinli ou Avi zinli en Fongbé (jarre à laquelle est associé un tambour), se joue à l'aide d'un son de gong, de claquements de mains maintenus par la danse, le chant et aussi des hochets de tête,,,. 
Le rythme est aussi interprété par différents artistes modernes. On le retrouve dans le département du plateau au Bénin.